# 혼마 미와코
혼마 미와코(일본어: 本間 三和子, 1960년 12월 21일~)는 일본의 아티스틱스위밍 선수 출신 일본 수영 연맹 이사, 일본 아티스틱스위밍 연맹 위원장, 쓰쿠바 대학 대학원 인간총합과학연구과(일본어: 人間総合科学研究科) 교수이다.
결혼 전 이름은 모토요시 미와코(일본어: 元好 三和子)였으며 쓰쿠바 대학 대학원에서 체육과학 박사 학위를 받았다. 그녀는 1984년 하계 올림픽 싱크로나이즈 솔로와 듀엣 종목에서 동메달을 획득했다.

## 경력
1960년 일본 오사카부 오사카시에서 태어나 12살에 아티스틱스위밍을 시작했다. 쓰쿠바 대학에 입학한 후 다카하시 기요히코(일본어: 高橋清彦)가 사카이시에 지은 실내 아티스틱스위밍 수영장에서 매주 수영을 연습했다. 쓰쿠바 대학 대학원생일 때 이무라 마사요 코치, 기무라 사에코 선수와 함께 1984년 하계 올림픽 싱크로나이즈에 출전해 솔로 부문에서 동메달을 획득했고 사에코와 함께 듀엣 부문에서 동메달을 획득했다.
메달을 획득한 이후 세계 수영 연맹 임원으로 활동하면서 모교 쓰쿠바 대학에서 연구 활동을 지속했다. 2009년 일본 수영 연맹 이사와 일본 아티스틱스위밍 연맹 위원장에 취임했으며 2023년 4월 쓰쿠바 대학 학생처 부처장으로 임명되었다.